# Pachgaon
Pachgaon é uma vila no distrito de Kolhapur, no estado indiano de Maharashtra.

## Demografia
Segundo o censo de 2001, Pachgaon tinha uma população de 11,913 habitantes. Os indivíduos do sexo masculino constituem 53% da população e os do sexo feminino 47%. Pachgaon tem uma taxa de literacia de 78%, superior à média nacional de 59.5%: a literacia no sexo masculino é de 82% e no sexo feminino é de 74%. Em Pachgaon, 12% da população está abaixo dos 6 anos de idade.